# Pleurothallis neobradei
Pleurothallis neobradei är en orkidéart som beskrevs av Carlyle August Luer. Pleurothallis neobradei ingår i släktet Pleurothallis och familjen orkidéer. Inga underarter finns listade i Catalogue of Life.